# بوتشوتا
بوتشوتا (بالبلغارية: Бойчета)‏ قرية تقع إدارياً ضمن مقاطعة غابروفو في بلغاريا. ويبلغ عدد سكانها 1 نسمة حسب تعداد 15 مارس 2015. تعتمد بوتشوتا للبريد على الرمز البريدي 5309.